# Poeciloneta pallida
Poeciloneta pallida là một loài nhện trong họ Linyphiidae.
Loài này thuộc chi Poeciloneta. Poeciloneta pallida được Wladislaus Kulczynski miêu tả năm 1908.